# 福岡市立高宮中学校
座標: 北緯33度34分18.793秒 東経130度24分43.913秒
福岡市立高宮中学校（ふくおかしりつたかみやちゅうがっこう）は、福岡県福岡市南区大楠に位置する公立中学校。

## 概要
「心豊かにたくましく、主体的・創造的に生きる力をもった生徒の育成」を教育目標とし、「きびしさ・やさしさ・たくましさ」を校訓とする。
福岡赤十字病院と隣接した敷地で、日赤通りと高宮通りに挟まれた立地にある。西鉄天神大牟田線の平尾駅または高宮駅が最寄駅となる。
福岡市立筑紫丘中学校（旧 玉川分校）と福岡市立平尾中学校（旧 小笹分校）の2校は高宮中学校の分校から独立する形で設立された中学校である。
2022年4月時点での生徒数は827名、1学年ごとのクラス数は8または9クラスと大規模な学校である。

## 沿革
- 1947年　平尾小学校と福岡中央高等学校の一部を借用して開校
- 1957年　20周年を記念して庭園「高宮の園（中庭）」完成
- 1958年　20周年を記念して新校舎完成
- 1978年　講堂兼体育館完成
- 1984年　武道場「高武館」完成

## 学区
- 大楠小学校区（南区）・西高宮小学校区（南区）・高宮小学校区（中央区）

## 部活動
- 男子陸上競技部
- 女子陸上競技部
- 軟式野球部（男子のみ）
- ソフトボール部（女子のみ）
- サッカー部
- 男子バスケットボール部
- 女子バスケットボール部
- 女子バレーボール部
- 男子ソフトテニス部
- 女子ソフトテニス部
- 水泳部
- 剣道部
- 柔道部
- 放送部（アナウンス・エンジニア）
- 吹奏楽部
- 美術部

## 交通アクセス
- 西鉄天神大牟田線 高宮駅出口から徒歩7分
- 西鉄天神大牟田線 平尾駅出口から徒歩6分
- 西鉄バス 高宮2丁目バス停より徒歩2分
- 西鉄バス 日赤前バス停より徒歩3分
- 西鉄バス 高宮中学校前バス停より徒歩1分

## 著名な出身者
- タモリ
- 髙橋真梨子
- 木内一雅
- きうちかずひろ
- 森口博子
- 博多華丸
- 氷川きよし
- 岩坂名奈（久光製薬スプリングス）
- 鹿谷弥生
- 安川有（大分トリニータ）
- 野田和佳子
- 川原ひろし（なんでんかんでん社長,マネーの虎）
- 光永祐也（アビスパ福岡）
- 森一丁（ナレーター）
- 日野剛志
- Mega Shinnosuke (アーティスト)
- 工藤采佳
- 渕上舞（HKT48）
- のだこころ